# 飯島愛
飯島愛（1972年10月31日—2008年12月17日），本名大久保松惠，日本藝人、前AV女優。於東京都江東區龜戶出生，1992年出道。2008年12月24日15時30分左右，被發現陳屍家中，經解剖檢驗後，確定死因是肺炎。

## 生平
飯島愛與淺倉舞在同年以《處女宮》出道，兩位同期的AV女優都非常受歡迎。
1992年，飯島愛參加東京電視台深夜節目《東京情色派》（ギルガメッシュないと）的丁字褲小愛單元的演出，在該節目中自掀裙子露出丁字褲，被稱為「丁字褲女王」而成名，踏入日本演藝圈。此後，她專接綜藝節目的通告，在朝日電視台《男女糾察隊》、TBS電視台、朝日電視台《火焰挑戰者》等綜藝節目中擔任固定班底，展現「毒舌」功力。2001年，她在張衛健主演的華語電視劇《齊天大聖孫悟空》中扮演蜘蛛精。
1995年，擔任過超任遊戲《Magical Pop'n (マジカルポップン)》中文譯名魔法大進擊內女主角的配音員。
她在2000年10月出了半自傳性的小說《柏拉圖式性愛》，在日本暢銷百萬本，是當時的暢銷書。她參演過電影和電視劇，也出過書。她亦是《週刊朝日》專欄《飯島愛的錦糸町風印花稅生活》的執筆。
2007年3月3日，《體育日本》報道，飯島愛因花粉症、背部刺痛、腎功能失調與膀胱炎等健康問題而萌退意；3月31日，飯島愛宣佈正式退出日本演藝圈。
2008年2月24日，饭岛爱在个人部落格上表示感染了幽门螺杆菌，同时表示近两个月为了对抗精神疾病在服用抗抑郁剂。在评论中，网友们有些写了激励的话，有些给了医疗方面的意见。

## 肺炎死亡
2008年12月24日15時30分左右，飯島愛被發現陳屍於東京都澀谷區櫻丘町的家中，發現遺體時已死亡多日。經翌日的驗屍確認死於約一週前，死因为肺炎，而有關她的離世訊息於同日晚上發表於西田光之Hik816網頁。

## 主要的演出紀錄
以下未標明國名者，皆為日本節目。

### 電視
- （富士電視台）
- 中居大師說（TBS）
- （TBS）
- （日本電視台）
- 男女糾察隊（朝日電視台）
- （朝日電視台）
- （東京電視台）
- 齊天大聖孫悟空(台灣電視公司)

### 過去的演出節目
- 《未來模特兒》
- 《非常問答》

### 電台廣播
- 1994年10月 - 1995年3月
- 2001年10月 - 2003年3月、24:30 - 25:30

### 音樂錄影帶
- TOKYO D 加油

## 著作

### 書籍
- 《柏拉圖式性愛》

## 在华人圈的影响力
饭岛爱在上世纪90年代曾经在港台红极一时。台湾歌手李宗盛的著名歌曲《最近比较烦》中有一句歌词“我梦见和饭岛爱一起晚餐”，香港歌手许志安更曾经创作歌曲《饭岛爱世界》。

## 外部連結
- （日語）
- 新浪 （页面存档备份，存于）、搜狐 （页面存档备份，存于）、腾讯 （页面存档备份，存于）（简体中文）